# Samuel Puciata
Samuel Puciata herbu Kołodyn (zm. w 1663 roku) – marszałek brasławski w latach 1651–1663/1664, podstoli starodubowski w 1650 roku, marszałek dworu Bogusława Radziwiłła od 1629 roku.